# Ailoche
Ailoche är en ort och kommun i provinsen Biella i regionen Piemonte, Italien. Kommunen hade 327 invånare (2018).